# European Champions League
De European Champions League (ECL) is het hoogste internationale toernooi voor clubteams in het Europese tafeltennis. Deze toernooivorm verving met ingang van het seizoen 1998/99 de European Club Cup of Champions (ECCC). De ETTU organiseert de European Champions League sinds 1998/99 voor mannen en sinds 2005/06 valt ook het vrouwentoernooi onder deze noemer.
De finales worden beslist op basis van een dubbele ontmoeting waarin beide ploegen één keer thuis spelen. Bij een gelijk aantal gewonnen partijen na twee duels, geeft het totaal aantal gewonnen games de doorslag.

## Mannen

### Finales
| Jaar    | Winnaar                                     | Tweede                                      | Uitslag                                     |
| ------- | ------------------------------------------- | ------------------------------------------- | ------------------------------------------- |
| 1998/99 | Caen TTC                                    | Borussia Düsseldorf                         | 3-4; 4-3 (20-18 in games)                   |
| 1999/00 | Borussia Düsseldorf                         | SVS Niederösterreich                        | 3-0; 3-0                                    |
| 2000/01 | La Villette Charleroi                       | SVS Niederösterreich                        | 3-0; 3-2                                    |
| 2001/02 | La Villette Charleroi                       | SVS Niederösterreich                        | 3-2; 3-1                                    |
| 2002/03 | La Villette Charleroi                       | TTC Zugbrücke Grenzau                       | 3-1; 3-2                                    |
| 2003/04 | La Villette Charleroi                       | TTC Zugbrücke Grenzau                       | 3-1; 3-1                                    |
| 2004/05 | TTV Gönnern                                 | La Villette Charleroi                       | 1-3; 3-1 (18-13 in games)                   |
| 2005/06 | TTV Gönnern                                 | La Villette Charleroi                       | 2-3; 3-1                                    |
| 2006/07 | Royal Villette Charleroi                    | SVS Niederösterreich                        | 3-1; 3-2                                    |
| 2007/08 | SVS Niederösterreich                        | Royal Villette Charleroi                    | 3-0; 3-2                                    |
| 2008/09 | Borussia Düsseldorf                         | TTF Liebherr Ochsenhausen                   | 2-3; 3-0                                    |
| 2009/10 | Borussia Düsseldorf                         | Royal Villette Charleroi                    | 3-0; 1-3                                    |
| 2010/11 | Borussia Düsseldorf                         | Gazprom Orenburg                            | 3-0; 1-3                                    |
| 2011/12 | Gazprom Orenburg                            | UMMC Jekaterinenburg                        | 3-0; 3-2                                    |
| 2012/13 | Gazprom Orenburg                            | Chartres ASTT                               | 3-1; 1-3                                    |
| 2013/14 | AS Pontoise-Cergy TT                        | Gazprom Orenburg                            | 3-1; 1-3                                    |
| 2014/15 | Gazprom Orenburg                            | Borussia Düsseldorf                         | 1-3; 3-0                                    |
| 2015/16 | AS Pontoise-Cergy TT                        | Eslövs AI                                   | 1-3; 3-1                                    |
| 2016/17 | Fakel Gazprom                               | Borussia Düsseldorf                         | 3-0; 3-2                                    |
| 2017/18 | Borussia Düsseldorf                         | Fakel Gazprom                               | 3-2; 3-1                                    |
| 2018/19 | Fakel Gazprom                               | TTSC UMMC                                   | 3-2; 3-2                                    |
| 2019/20 | Editie niet uitgespeeld door Coronapandemie | Editie niet uitgespeeld door Coronapandemie | Editie niet uitgespeeld door Coronapandemie |
| 2020/21 | Borussia Düsseldorf                         | 1. FC Saarbrücken                           | 3-1                                         |
| 2021/22 | Borussia Düsseldorf                         | Finale niet uitgespeeld                     | Finale niet uitgespeeld                     |
| 2022/23 | 1. FC Saarbrücken                           | Borussia Düsseldorf                         | 2-3; 3-2; 2-1 (golden match)                |
| 2023/24 | 1. FC Saarbrücken                           | Borussia Düsseldorf                         | 3-2                                         |
| 2024/25 | 1. FC Saarbrücken                           | Borussia Düsseldorf                         | 3-1                                         |

## Vrouwen

### Finales
| Jaar    | Winnaar                                     | Tweede                                      | Uitslag                                     |
| ------- | ------------------------------------------- | ------------------------------------------- | ------------------------------------------- |
| 2005/06 | Sterilgarda TT Castel Goffredo              | Müllermilch Langweid                        | 3-2; 3-2                                    |
| 2006/07 | Sterilgarda TT Castel Goffredo              | Li-Ning/MF Services Heerlen                 | 3-2; 3-2                                    |
| 2007/08 | Li-Ning/MF Services Heerlen                 | FSV Kroppach                                | 3-1; forfait                                |
| 2008/09 | Linz AG Froschberg                          | FSV Kroppach                                | 2-3; 3-1                                    |
| 2009/10 | Li-Ning/Infinity Heerlen                    | Linz AG Froschberg                          | 3-1; 3-0                                    |
| 2010/11 | Geschrapt                                   | Geschrapt                                   | Geschrapt                                   |
| 2011/12 | ttc berlin eastside                         | SVS Strock                                  | 3-2; 2-3                                    |
| 2012/13 | Linz AG Froschberg                          | Buadörsi SC                                 | 3-1; 3-2                                    |
| 2013/14 | ttc berlin eastside                         | Fenerbahçe SK                               | 3-2; 3-0                                    |
| 2014/15 | Fenerbahçe SK                               | Linz AG Froschberg                          | 3-2; 3-1                                    |
| 2015/16 | ttc berlin eastside                         | KTS Zamek Tarnobrzeg                        | 3-2; 3-0                                    |
| 2016/17 | ttc berlin eastside                         | Siarka ZOT Tarnobrzeg                       | 2-3; 3-1                                    |
| 2017/18 | Dr. Časl                                    | Bursa BB                                    | 3-2; 3-0                                    |
| 2018/19 | Enea Siarka Tarnobrzeg                      | Dr. Časl                                    | 3-2; 3-2                                    |
| 2019/20 | Editie niet uitgespeeld door Coronapandemie | Editie niet uitgespeeld door Coronapandemie | Editie niet uitgespeeld door Coronapandemie |
| 2020/21 | ttc berlin eastside                         | Linz AG Froschberg                          | 3-2                                         |
| 2021/22 | KTS Tarnobrzeg                              | ttc berlin eastside                         | 3-2; 3-2                                    |
| 2022/23 | KTS Tarnobrzeg                              | Metz TT                                     | 3-0; 3-0                                    |
| 2023/24 | KTS Tarnobrzeg                              | Etival ASRTT                                | 3-2; 3-1                                    |
| 2024/25 | ttc berlin eastside                         | Metz TT                                     | 2-3; 3-1                                    |

## Trivia
- De Wit-Rus Vladimir Samsonov stond in het seizoen 2008/09 voor het allereerst niet in de finale van de ECL. Hij werd dat jaar met zijn Spaanse ploeg CTM Cajagranada in de kwartfinale uitgeschakeld door zijn voormalige club Borussia Düsseldorf. In alle voorgaande edities van de European Champions League bereikte hij met zijn werkgever van dat moment de eindstrijd.